# Modi
Modi eller Mode/Modig var søn af Thor (Asator, Tor) og Sif. Efter Ragnarok overtager han og hans halvbror Magni faderens hammer Mjølner. 